# Бригаде НОВ Словеније
Током Народноослободилачке борбе народа Југославије, од 1941. до 1945. године у оквиру Народноослободилачке војске Југославије формирано је укупно 20 бригада, које су носиле назив словеначке.
Све словеначке бригаде су формиране или проглашене ударнима, а Прва словеначка ударна бригада била је проглашена за пролетерску и, заједно са Другом словеначком бригадом, одликована Орденом народног хероја. Словеначке бригаде су углавном учествовале у борбама на територији тадашње окупиране Словеније, али су повремено водиле борбе и на оним подручјима која су између два рата припадала Италији, попут Словеначког приморја.

## Списак словеначких бригада
| назив                                             | датум формирања         | место формирања               | одликовања               |
| ------------------------------------------------- | ----------------------- | ----------------------------- | ------------------------ |
| Прва словеначка ударна бригада „Тоне Томшич“      | 16. јул 1942.           | Амбрус                        | ОНХ, ОНО, ОПЗ и ОБЈ      |
| Друга словеначка ударна бригада „Љубо Шерцер“     | 6. октобар 1942.        | планина Мокрец                | ОНХ, ОНО, ОПЗ, ОЗН и ОБЈ |
| Трећа словеначка бригада „Иван Градник“           | 10. април 1943.         | планина Стол                  | ОНО и ОЗН                |
| Четврта словеначка бригада „Матија Губец“         | 4. септембар 1942.      | Требелно, код Мокронога       | ОНО, ОПЗ и ОБЈ           |
| Пета словеначка ударна бригада „Иван Цанкар“      | 23. септембар 1942.     | Лапиње, код Кочевја           | ОНО, ОПЗ и ОБЈ           |
| Шеста словеначка бригада „Славко Шландер“         | 6. август 1943.         | рејон Камника                 | ОПЗ и ОЗН                |
| Седма словеначка бригада „Франце Прешерн“         | 12. јул 1942.           | Давча, Горењска               |                          |
| Осма словеначка бригада „Фран Левстик“            | 10. септембар 1943.     | Долењске Топлице              |                          |
| Девета словеначка ударна бригада                  | 14. септембар 1943.     | Кочевје                       | ОЗН и ОБЈ                |
| Десета словеначка бригада „Љубљанска“             | 11. септембар 1943.     | Голо, планина Мокрец          | ОПЗ и ОБЈ                |
| Једанаеста словеначка бригада „Милош Зиданшек“    | 7. јануар 1944.         | Свети Примож, планина Похорје | ОЗН                      |
| Дванаеста словеначка бригада „Штајерска”          | 24. септембар 1943.     | Мокроног                      | ОЗН и ОБЈ                |
| Тринаеста словеначка бригада „Мирко Брачич“       | 23. септембар 1943.     | Кнежја Њива, Нотрањска        | ОЗН и ОБЈ                |
| Четрнаеста словеначка бригада „Железничарска“     | 25. септембар 1943.     | Ново Место                    |                          |
| Петнаеста словеначка бригада „Белокрањска“        | 28. септембар 1943.     | Буторај, код Метлике          | ОЗН и ОБЈ                |
| Шеснаеста словеначка бригада „Јанко Премрл Војко“ | 26. септембар 1943.     | рејон Идрије                  | ОЗН и ОБЈ                |
| Седамнаеста словеначка бригада „Симон Грегорчич“  | 10. април 1943.         | рејон Толмина                 | ОЗН и ОБЈ                |
| Осамнаеста словеначка бригада „Базовичка“         | 1. октобар 1943.        | рејон Кобарида                | ОЗН и ОБЈ                |
| Деветнаеста словеначка бригада „Сречко Косовел“   | 23. септембар 1943.     | Коменски крас                 | ОЗН и ОБЈ                |
| Двадесета словеначка бригада                      | 25. октобар 1943.       | Средње, код Чедада            |                          |
| Прва штајерска бригада                            | 29. март 1942.          | Штајерска                     |                          |
| Рапска бригада                                    | 12. септембар 1943.     | Раб                           |                          |
| Бркинска бригада                                  | 17. септембар 1943.     | Машун                         |                          |
| Истарска бригада                                  | око 20. септембра 1943. | Декани                        |                          |
| Горичка бригада                                   | 23. септембар 1943.     | Кромберк, код Горице          |                          |
| Сочка бригада                                     | 23. септембар 1943.     |                               |                          |
| Толминска бригада                                 | 6. октобар 1943.        | Церкно, код Идрије            |                          |
| Тржашка ударна бригада                            | 5. април 1944.          | Локовец                       |                          |
| Грађевинска бригада                               | 20. април 1945.         | Чрномељ                       |                          |
| Прекомурска бригада                               | 7. мај 1945.            | Мурска Собота                 |                          |